# INESC
| Sigles de 2 caractères   |
| Sigles de 3 caractères   |
| Sigles de 4 caractères   |
| ► Sigles de 5 caractères |
| Sigles de 6 caractères   |
| Sigles de 7 caractères   |
| Sigles de 8 caractères   |

L'INESC, abréviation de Instituto de Engenharia de Sistemas e Computadores (institut d'ingénierie de systèmes et d'informatique), est une association portugaise à but non lucratif. Sa mission est de faciliter les relations entre les mondes de l'université et de l'entreprise. Il a comme principaux objectifs l'éducation, l'incubation de projets innovants, la recherche scientifique, et le conseil technologique.
Il a comme associés l'institut supérieur technique (IST), Portugal Telecom SGPS, SA, l'université de Porto, PT Comunicações, SA (PTC), l'Université de Aveiro (UA), l'Université Technique de Lisbonne (UTL), l'Université de Coimbra (UC) et les Courriers du Portugal, SA (CTT).